# FK Homiel
Maillots
Actualités
Le Futbolny Klub Homiel, plus couramment abrégé en FK Homiel ou FK Gomel (en russe et en biélorusse : ФК Гомель), est un club biélorusse de football fondé en 1959 et basé dans la ville de Homiel.

## Histoire

### Débuts dans les divisions soviétiques (1959-1991)
Fondé en 1959 sous le nom Lokomotiv, le club fait la même année ses débuts en deuxième division soviétique en terminant dernier de la deuxième zone. Ses performances s'améliorent par la suite au fil des saisons et l'équipe termine finalement première de son groupe en 1962, bien qu'étant défait par la suite lors de la phase finale contre le Chakhtior Karagandy. Le Lokomotiv se maintient par la suite au deuxième échelon, se renommant notamment Spartak en 1964, et ce jusqu'à sa relégation à l'issue de l'exercice 1968. Adoptant ensuite l'appellation Gomselmach pour ses débuts en troisième division, le club termine notamment deuxième du premier groupe de la RSFS de Russie en 1969 avant de stagner par la suite en milieu de classement. Cette période le voit se renommer brièvement Machinostroïtel entre 1976 et 1977 avant de redevenir le Gomselmach dès 1978. Après vingt saisons au troisième échelon, le club est finalement relégué en 1989 et passe ses deux dernières années soviétiques au sein de la quatrième division.

### Premiers titres dans la Biélorussie indépendante (1992-2011)
Après la dissolution de l'Union soviétique en fin d'année 1991, le Gomselmach intègre dès 1992 la nouvelle première division biélorusse où il passe quatre saisons dans le bas de classement avant d'être relégué à l'issue de l'exercice 1994-1995. Connaissant son dernier changement de nom en date en devenant le FK Homiel à l'été 1995, l'équipe passe trois années au deuxième échelon avant de remporter la compétition en 1997, gagnant notamment 27 rencontres sur 30 et finissant devant le BATE Borisov.

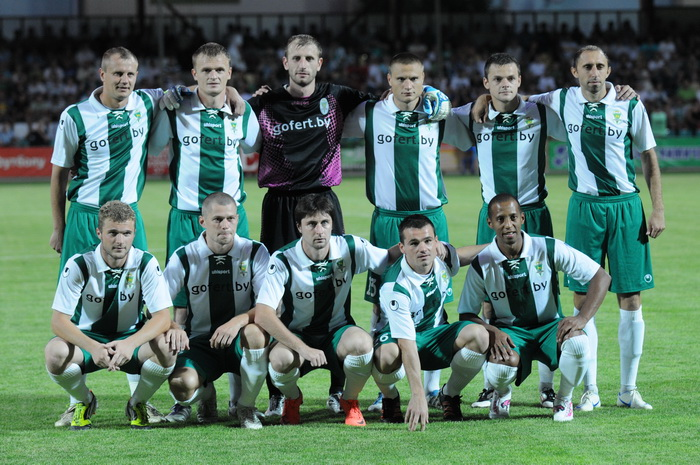
Photo d'équipe du FK Homiel en août 2012.

Pour son deuxième passage au premier échelon, Homiel s'impose rapidement comme un habitué du haut de tableau durant les années suivant sa montée, finissant notamment cinquième en 1998, ce qui lui permet de se qualifier pour la Coupe Intertoto 1999 où il atteint le deuxième tour. Il termine ensuite troisième la saison suivante et découvre la Coupe UEFA à l'été 2000. Il remporte ensuite son premier trophée national en 2002 en gagnant la Coupe de Biélorussie face au BATE Borisov avant de finalement remporter le championnat dès l'année suivante devant cette même équipe, ce qui lui permet de disputer sa seule et unique édition de la Ligue des champions durant l'été 2004, où il est cependant éliminé dès le premier tour de qualification par le KF Tirana.
Terminant par la suite finaliste de la coupe nationale en 2004 puis vice-champion de Biélorussie en 2007, le club rechute sportivement à partir de 2008 et est finalement relégué à l'issue de l'exercice 2009. Il se remet cependant très vite en selle et remporte la deuxième division dès l'année suivante avant de remporter sa deuxième Coupe de Biélorussie au mois de mai 2011 devant le Nioman Hrodna et de terminer troisième du championnat en fin d'année.

### Période d'ascenseur entre les deux premières divisions (depuis 2012)
Ce retour au premier plan s'avère cependant assez bref, Homiel retombant dans le milieu de classement lors des années qui suivent avant d'être à nouveau relégué en 2015. Il remporte alors une nouvelle fois le championnat de deuxième division l'année suivante mais passe ensuite trois saisons dans le bas de classement du premier échelon avant de descendre une nouvelle fois à l'issue de l'exercice 2019.
Malgré une pénalité de cinq points à l'aube de la saison 2020, Homiel parvient tout de même à terminer l'année en deuxième position derrière le Spoutnik Retchytsa, ce qui lui permet de faire son retour dans l'élite dans la foulée. L'exercice 2021 le voit par la suite finir quatrième à trois unités du podium, constituant sa meilleure performance en championnat depuis 2012. Cette même année voit également l'entraîneur Ivan Bionchik (en) et le joueur Andreï Soloveï (en), auteur de 18 buts en première division, être élus respectivement meilleur entraîneur et joueur du pays.

## Bilan sportif

### Palmarès
| \| - Championnat de Biélorussie (1) : - Champion : 2003. - Vice-champion : 2007. - Coupe de Biélorussie (3) : - Vainqueur : 2002, 2011 et 2022. - Finaliste : 2003-04. \| \| - Supercoupe de Biélorussie (1) : - Vainqueur : 2012. - Finaliste : 2023 - Championnat de Biélorussie de D2 (3) : - Champion : 1997, 2010 et 2016. \| |  | |
| - Championnat de Biélorussie (1) : - Champion : 2003. - Vice-champion : 2007. - Coupe de Biélorussie (3) : - Vainqueur : 2002, 2011 et 2022. - Finaliste : 2003-04. |  | - Supercoupe de Biélorussie (1) : - Vainqueur : 2012. - Finaliste : 2023 - Championnat de Biélorussie de D2 (3) : - Champion : 1997, 2010 et 2016. |

### Bilan par saison
Légende
- Vainqueur de la compétition
- Vice-champion ou finaliste de la compétition
- Troisième de la compétition
- Promu en division supérieure
- Relégué en division inférieure

#### Période soviétique
| Saison | Championnat      | Championnat | Championnat | Championnat | Championnat | Championnat | Championnat | Championnat | Championnat | Championnat | Coupe d'URSS        |
| Saison | Division         | Pos         | Pts         | J           | V           | N           | D           | BP          | BC          | Diff        | Coupe d'URSS        |
| ------ | ---------------- | ----------- | ----------- | ----------- | ----------- | ----------- | ----------- | ----------- | ----------- | ----------- | ------------------- |
| 1959   | 2e Zone 2        | 15e         | 7           | 28          | 0           | 7           | 21          | 17          | 61          | -44         | —                   |
| 1960   | 2e Républiques 1 | 9e          | 30          | 30          | 11          | 8           | 11          | 36          | 38          | -2          | Demi-finales Q      |
| 1961   | 2e Républiques 1 | 3e          | 36          | 30          | 14          | 8           | 8           | 37          | 24          | +13         | Demi-finales Q      |
| 1962   | 2e Républiques 1 | 1er         | 46          | 32          | 18          | 10          | 4           | 43          | 19          | +24         | Seizièmes de finale |
| 1963   | 2e               | 18e         | 20          | 34          | 4           | 12          | 18          | 13          | 46          | -33         | Seizièmes de finale |
| 1964   | 2e               | 25e         | 27          | 38          | 6           | 15          | 17          | 19          | 37          | -18         | —                   |
| 1965   | 2e               | 24e         | 45          | 46          | 14          | 17          | 15          | 35          | 42          | -7          | 32es de finale      |
| 1966   | 2e Groupe 1      | 15e         | 26          | 32          | 7           | 12          | 13          | 16          | 29          | -13         | 64es de finale      |
| 1967   | 2e Groupe 1      | 7e          | 41          | 38          | 11          | 19          | 8           | 27          | 24          | +3          | 32es de finale      |
| 1968   | 2e Groupe 1      | 21e         | 24          | 40          | 6           | 12          | 22          | 21          | 50          | -29         | 128es de finale     |
| 1969   | 3e Russie 1      | 2e          | 41          | 32          | 16          | 9           | 7           | 44          | 18          | +26         | —                   |
| 1970   | 3e Zone 1        | 22e         | 24          | 42          | 7           | 10          | 25          | 22          | 55          | -33         | 128es de finale     |
| 1971   | 3e Zone 2        | 6e          | 61          | 38          | 16          | 13          | 9           | 47          | 28          | +19         | —                   |
| 1972   | 3e Zone 2        | 10e         | 54          | 38          | 15          | 9           | 14          | 39          | 45          | -6          | —                   |
| 1973   | 3e Zone 2        | 12e         | 19          | 32          | 7           | 9           | 16          | 32          | 49          | -17         | —                   |
| 1974   | 3e Zone 2        | 11e         | 39          | 40          | 13          | 13          | 14          | 53          | 57          | -4          | —                   |
| 1975   | 3e Zone 2        | 13e         | 28          | 34          | 9           | 10          | 15          | 28          | 47          | -19         | —                   |
| 1976   | 3e Zone 1        | 11e         | 36          | 38          | 14          | 8           | 16          | 44          | 48          | -4          | —                   |
| 1977   | 3e Zone 1        | 16e         | 32          | 40          | 12          | 8           | 20          | 32          | 49          | -17         | —                   |
| 1978   | 3e Zone 1        | 14e         | 41          | 46          | 16          | 9           | 21          | 56          | 60          | -4          | —                   |
| 1979   | 3e Zone 1        | 21e         | 28          | 46          | 7           | 14          | 25          | 34          | 71          | -37         | —                   |
| 1980   | 3e Zone 8        | 6e          | 32          | 32          | 12          | 8           | 12          | 31          | 33          | -2          | —                   |
| 1981   | 3e Zone 8        | 8e          | 33          | 40          | 13          | 7           | 20          | 50          | 58          | -8          | —                   |
| 1982   | 3e Zone 5        | 7e          | 34          | 30          | 13          | 8           | 9           | 33          | 27          | +6          | —                   |
| 1983   | 3e Zone 5        | 8e          | 32          | 32          | 12          | 8           | 12          | 40          | 39          | +1          | —                   |
| 1984   | 3e Zone 5        | 5e          | 43          | 34          | 18          | 7           | 9           | 44          | 30          | +14         | —                   |
| 1985   | 3e Zone 5        | 15e         | 20          | 30          | 7           | 6           | 17          | 24          | 41          | -17         | —                   |
| 1986   | 3e Zone 5        | 8e          | 31          | 30          | 11          | 9           | 10          | 36          | 39          | -3          | —                   |
| 1987   | 3e Zone 5        | 14e         | 27          | 34          | 8           | 11          | 15          | 29          | 47          | -18         | —                   |
| 1988   | 3e Zone 5        | 14e         | 26          | 34          | 9           | 8           | 17          | 26          | 44          | -18         | —                   |
| 1989   | 3e Zone 5        | 14e         | 41          | 42          | 17          | 7           | 18          | 39          | 46          | -7          | —                   |
| 1990   | 4e Zone 5        | 7e          | 32          | 32          | 14          | 4           | 14          | 48          | 48          | 0           | —                   |
| 1991   | 4e Zone 6        | 16e         | 31          | 42          | 13          | 5           | 24          | 40          | 54          | -14         | —                   |

#### Période biélorusse
| Saison    | Championnat | Championnat | Championnat | Championnat | Championnat | Championnat | Championnat | Championnat | Championnat | Championnat | Coupe de Biélorussie |
| Saison    | Division    | Pos         | Pts         | J           | V           | N           | D           | BP          | BC          | Diff        | Coupe de Biélorussie |
| --------- | ----------- | ----------- | ----------- | ----------- | ----------- | ----------- | ----------- | ----------- | ----------- | ----------- | -------------------- |
| 1992      | 1re         | 16e         | 5           | 15          | 1           | 3           | 11          | 5           | 32          | -27         | Huitièmes de finale  |
| 1992-1993 | 1re         | 10e         | 26          | 32          | 9           | 8           | 15          | 23          | 40          | -17         | Huitièmes de finale  |
| 1993-1994 | 1re         | 15e         | 19          | 30          | 7           | 5           | 18          | 36          | 47          | -11         | Huitièmes de finale  |
| 1994-1995 | 1re         | 15e         | 18          | 30          | 6           | 6           | 18          | 26          | 59          | -33         | Seizièmes de finale  |
| 1995      | 2e          | 9e          | 12          | 14          | 5           | 2           | 7           | 19          | 17          | +2          | Quarts de finale     |
| 1996      | 2e          | 4e          | 42          | 24          | 11          | 9           | 4           | 42          | 19          | +23         | Quarts de finale     |
| 1997      | 2e          | 1er         | 82          | 30          | 27          | 1           | 2           | 83          | 9           | +74         | Seizièmes de finale  |
| 1998      | 1re         | 5e          | 45          | 28          | 12          | 9           | 7           | 36          | 30          | +6          | Seizièmes de finale  |
| 1999      | 1re         | 3e          | 63          | 30          | 19          | 6           | 5           | 57          | 28          | +29         | Quarts de finale     |
| 2000      | 1re         | 6e          | 53          | 30          | 17          | 2           | 11          | 50          | 41          | +9          | Demi-finales         |
| 2001      | 1re         | 6e          | 44          | 26          | 13          | 5           | 8           | 36          | 24          | +12         | Quarts de finale     |
| 2002      | 1re         | 6e          | 43          | 26          | 13          | 4           | 9           | 46          | 33          | +13         | Vainqueur            |
| 2003      | 1re         | 1er         | 74          | 30          | 23          | 5           | 2           | 56          | 12          | +44         | Demi-finales         |
| 2004      | 1re         | 5e          | 46          | 30          | 13          | 7           | 10          | 42          | 41          | +1          | Finale               |
| 2005      | 1re         | 7e          | 39          | 26          | 12          | 3           | 11          | 34          | 32          | +2          | Quarts de finale     |
| 2006      | 1re         | 5e          | 42          | 26          | 12          | 6           | 8           | 33          | 32          | +1          | Demi-finales         |
| 2007      | 1re         | 2e          | 44          | 26          | 12          | 8           | 6           | 49          | 28          | +21         | Huitièmes de finale  |
| 2008      | 1re         | 11e         | 33          | 30          | 9           | 6           | 15          | 35          | 47          | -12         | Quarts de finale     |
| 2009      | 1re         | 12e         | 29          | 26          | 8           | 5           | 13          | 31          | 48          | -17         | Quarts de finale     |
| 2010      | 2e          | 1er         | 82          | 30          | 27          | 1           | 2           | 80          | 16          | +64         | Huitièmes de finale  |
| 2011      | 1re         | 3e          | 54          | 33          | 13          | 15          | 5           | 36          | 24          | +12         | Vainqueur            |
| 2012      | 1re         | 4e          | 50          | 30          | 14          | 8           | 8           | 39          | 24          | +15         | Demi-finales         |
| 2013      | 1re         | 6e          | 40          | 32          | 11          | 7           | 14          | 34          | 40          | -6          | Quarts de finale     |
| 2014      | 1re         | 6e          | 38          | 32          | 10          | 8           | 14          | 29          | 41          | -12         | Quarts de finale     |
| 2015      | 1re         | 14e         | 18          | 26          | 5           | 3           | 18          | 22          | 41          | -19         | Huitièmes de finale  |
| 2016      | 2e          | 1er         | 63          | 26          | 19          | 6           | 1           | 48          | 11          | +37         | Huitièmes de finale  |
| 2017      | 1re         | 10e         | 35          | 30          | 9           | 8           | 13          | 24          | 25          | -1          | Seizièmes de finale  |
| 2018      | 1re         | 12e         | 28          | 30          | 7           | 7           | 16          | 16          | 36          | -20         | Huitièmes de finale  |
| 2019      | 1re         | 15e         | 29          | 30          | 7           | 8           | 15          | 44          | 50          | -6          | Huitièmes de finale  |
| 2020      | 2e          | 2e          | 54-5        | 26          | 18          | 5           | 3           | 60          | 20          | +40         | Huitièmes de finale  |
| 2021      | 1re         | 4e          | 59          | 30          | 17          | 8           | 5           | 57          | 23          | +34         | Seizièmes de finale  |
| 2022      | 1re         | 7e          | 43          | 30          | 12          | 7           | 11          | 36          | 37          | -1          | Vainqueur            |
| 2023      | 1re         | 6e          | 41          | 28          | 11          | 8           | 9           | 45          | 48          | -3          | Huitièmes de finale  |
| 2024      | 1re         | 6e          | 44          | 30          | 11          | 11          | 8           | 37          | 28          | +9          | Seizièmes de finale  |

### Bilan européen
Le FK Homiel dispute sa première compétition européenne à l'été 1999 en se qualifiant pour la Coupe Intertoto en qualité de cinquième du championnat biélorusse de 1998. Opposé à l'équipe tchèque du Hradec Králové lors du premier tour, Homiel parvient à sortir vainqueur de la confrontation à l'issue de la séance de tirs au but avant d'être éliminé au tour suivant par les Suédois de l'Hammarby IF, qui l'emportent largement chez eux sur le score de 4-0 avant d'obtenir le match nul à l'extérieur 2-2.
Après sa troisième place en 1999, le club découvre cette fois brièvement la Coupe UEFA à l'été 2001, étant éliminé dès le tour préliminaire par le club suédois de AIK Solna. Il retrouve ensuite cette même compétition en 2002 après sa victoire en Coupe de Biélorussie et parvient cette fois à se défaire des Finlandais de l'HJK Helsinki avant d'être éliminé au tour suivant par l'équipe allemande de Schalke 04 qui s'impose sur le score cumulé de 8 buts à 1.
La victoire du FK Homiel en championnat lors de la saison 2003 lui permet de se qualifier pour la seule et unique fois de son histoire pour la Ligue des champions lors de l'été 2004. Son parcours est cependant très bref, avec une élimination d'entrée face à l'équipe albanaise du KF Tirana sur le score de 2 buts à 1. Par la suite le club connaît de brefs passages en Coupe UEFA (qui devient la Ligue Europa en 2009) en 2008 puis en 2011 avant de connaître son meilleur parcours en date lors de l'édition 2012-2013 de la Ligue Europa, qui le voit passer deux tours de qualification avant de finalement tomber face à l'équipe anglaise de Liverpool lors du troisième tour qualificatif.
Note : dans les résultats ci-dessous, le score du club est toujours donné en premier.
| Saison    | Compétition             | Tour              | Club             | Domicile | Extérieur | Total             |
| --------- | ----------------------- | ----------------- | ---------------- | -------- | --------- | ----------------- |
| 1999      | Coupe Intertoto         | Premier tour      | Hradec Králové   | 1 - 0 ap | 0 - 1     | 1 - 1 (2 - 1 tab) |
| 1999      | Coupe Intertoto         | Deuxième tour     | Hammarby IF      | 2 - 2    | 0 - 4     | 2 - 6             |
| 2000-2001 | Coupe UEFA              | Tour préliminaire | AIK Solna        | 0 - 2    | 0 - 1     | 0 - 3             |
| 2002-2003 | Coupe UEFA              | Tour préliminaire | HJK Helsinki     | 1 - 0    | 4 - 0     | 5 - 0             |
| 2002-2003 | Coupe UEFA              | Premier tour      | Schalke 04       | 1 - 4    | 0 - 4     | 1 - 8             |
| 2004-2005 | Ligue des champions     | Premier tour Q    | KF Tirana        | 0 - 2    | 1 - 0     | 1 - 2             |
| 2008-2009 | Coupe UEFA              | Premier tour Q    | Legia Varsovie   | 1 - 4    | 0 - 0     | 1 - 4             |
| 2011-2012 | Ligue Europa            | Troisième tour Q  | Bursaspor        | 1 - 3    | 1 - 2     | 2 - 5             |
| 2012-2013 | Ligue Europa            | Premier tour Q    | Víkingur Gøta    | 4 - 0    | 6 - 0     | 10 - 0            |
| 2012-2013 | Ligue Europa            | Deuxième tour Q   | Renova Džepčište | 0 - 1    | 2 - 0     | 2 - 1             |
| 2012-2013 | Ligue Europa            | Troisième tour Q  | Liverpool FC     | 0 - 1    | 0 - 3     | 0 - 4             |
| 2022-2023 | Ligue Europa Conférence | Deuxième tour Q   | Aris Salonique   | 1 - 2    | 1 - 5     | 2 - 7             |

Légende
- Victoire ou qualification pour le tour suivant
- Match nul
- Défaite ou élimination de la compétition

## Personnalités

### Entraîneurs
La liste suivante présente les différents entraîneurs connus du club,.
- Pavel Baranov (1959)
- Gleb Riabikov (1960-1961)
- Vladislav Radzeichevski (janvier 1962-avril 1963)
- Sergueï Korchounov (mai 1963-décembre 1963)
- Vassili Iermilov (1964-1965)
- Aleksandr Zagretski (1966)
- Vladimir Ieremeïev (1967-1968)
- Viktor Korotkevitch (1969-1970)
- Leonard Adamov (1971-1972)
- Leonid Ierokhovets (janvier 1973-juillet 1973)
- Ievgueni Glembotski (juillet 1973-décembre 1974)
- Viktor Korotkevitch (janvier 1975-juillet 1977)
- Viktor Korotkevitch (juillet 1977-décembre 1980)
- Kazimir Chimanski (1981-1983)
- Nikolai Kiselev (1984)
- Viktor Korotkevitch (janvier 1985-juillet 1987)
- Valeri Ianotchkine (juillet 1987-décembre 1987)
- Iouri Goloveï (janvier 1988-août 1988)
- Aleksandr Priajnikov (septembre 1988-janvier 1990)
- Kazimir Chimanski (1991)
- Vladimir Astratenko (1992-1993)
- Viktor Korotkevitch (1993-1994)
- Nikolaï Goriounov (1994-1997)
- Valeri Ianotchkine (janvier 1998-mai 1999)
- Viatcheslav Akchaïev (mai 1999-juin 2000)
- Aleksandr Kuznetsov (juillet 2000-avril 2001)
- Valeri Ianotchkine (mai 2001-septembre 2001)
- Sergueï Podpaly (septembre 2001-juin 2004)
- Aleksandr Kuznetsov (juillet 2004-août 2005)
- Nikolaï Goriounov (août 2005-juillet 2006)
- Viktor Papaïev (juillet 2006-octobre 2006)
- Vladimir Golmak (octobre 2006-janvier 2007)
- Anatoli Iourevitch (janvier 2007-août 2008)
- Andreï Iousipets (août 2008-août 2009)
- Leonid Borsouk (septembre 2009-décembre 2009)
- Oleg Koubarev (décembre 2009-décembre 2012)
- Alekseï Merkoulov (décembre 2012-mai 2014)
- Vladimir Golmak (mai 2014-novembre 2015)
- Viktor Borel (novembre 2015-décembre 2015)
- Vladimir Jouravel (décembre 2015-décembre 2016)
- Viatcheslav Geraschenko (décembre 2016-mai 2018)
- Alekseï Merkoulov (mai 2018-septembre 2019)
- Aliaksandr Kulchy (septembre 2019-décembre 2019)
- Ivan Bionchik (décembre 2019-décembre 2021)
- Vladimir Nevinski (janvier 2022-juillet 2023)

## Historique du logo

Ancien logo
Logo actuel